# Palinovec
Palinovec är en ort i Kroatien.   Den ligger i länet Međimurje, i den nordöstra delen av landet, 80 km nordost om huvudstaden Zagreb. Palinovec ligger 152 meter över havet och antalet invånare är 792.
Terrängen runt Palinovec är platt. Runt Palinovec är det ganska glesbefolkat, med 36 invånare per kvadratkilometer. Närmaste större samhälle är Čakovec, 12,5 km väster om Palinovec. Trakten runt Palinovec består till största delen av jordbruksmark.